# 竹田庄 (台灣)

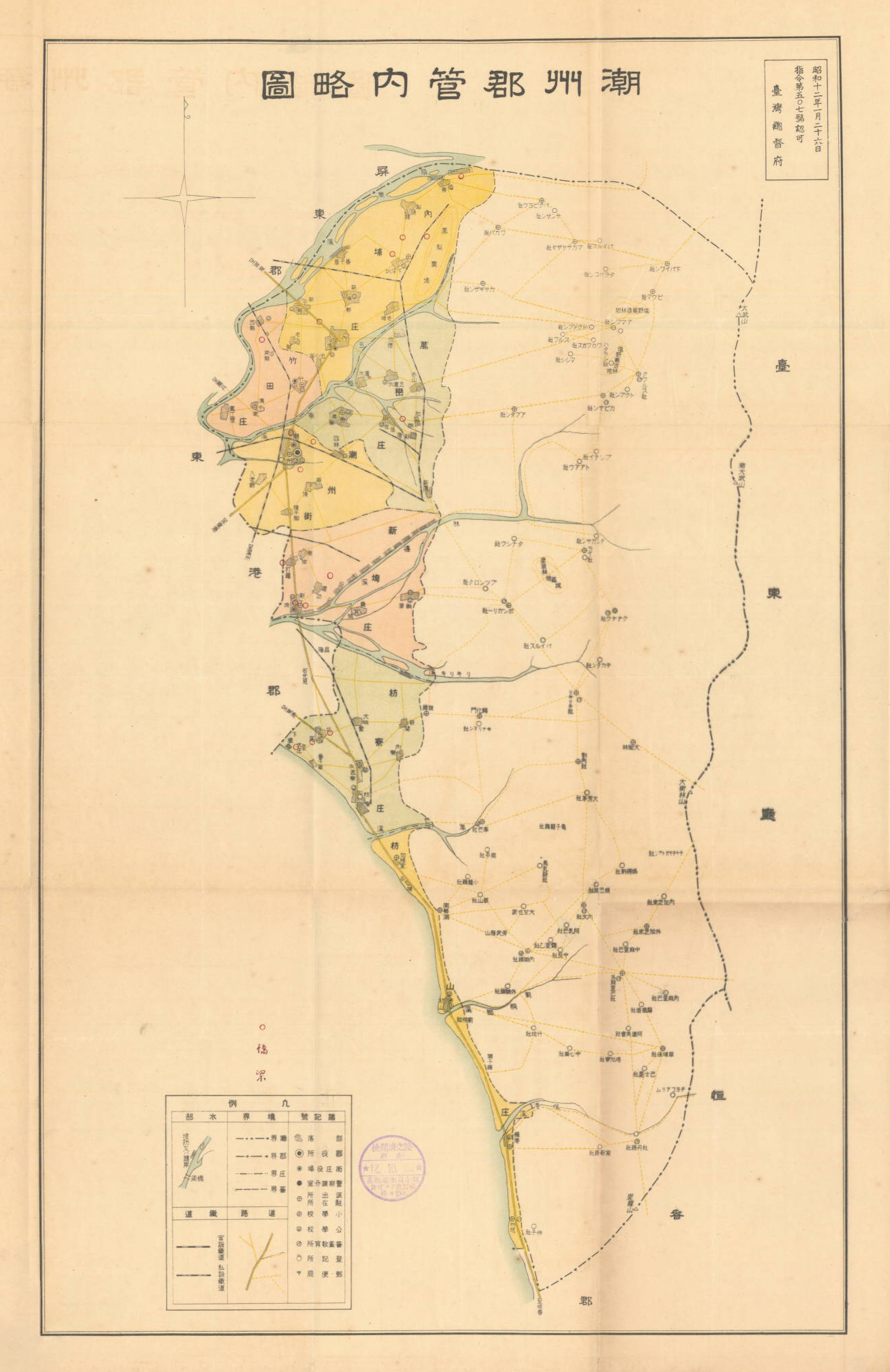
潮州郡管內圖

竹田庄為臺灣日治時期1920年至1945年間存在之行政區，轄屬高雄州潮州郡。今屏東縣竹田鄉。
在清朝舊稱頓陌庄、頓物庄

## 行政區劃
竹田地區在清代屬港西下里，在1897年5月隸屬於「鳳山縣內埔辨務署」。1898年6月18日，鳳山縣併入「臺南縣」，而內埔及萬丹辨務署合併為「潮州庄辨務署」。1899年4月8日，潮州庄辨務署增設「內埔支署」。1900年4月1日，潮州庄辨務署內埔支署改隸「阿猴辨務署」。1900年11月15日，竹田地區分為「二崙區、鳳山厝區、新北勢區」。
1901年11月11日，臺灣的行政區劃改為二十廳，臺南縣被裁撤，阿猴、東港辨務署合併為阿猴廳，二崙區、新北勢區隸屬「內埔支廳」，鳳山厝區隸屬「萬丹支廳」。1903年4月，萬丹支廳廢止，改隸阿猴廳直轄。1904年4月13日，阿猴廳將原有街庄整併。1905年3月，阿猴廳改稱「阿緱廳」。1905年4月1日，內埔支廳被併入「潮州支廳」。竹田地區在1910年的劃分如下：
- 二崙區
  - 港西下里：頓物庄、二崙庄、南勢庄
- 新北勢區
  - 港西下里：西勢庄
- 鳳山厝區
  - 港西下里：溝仔墘庄、鳳山厝庄

1920年10月1日，原堡里鄉澚之行政區廢除，街庄社改為大字，「頓物」改為「竹田」，而上述街庄合併為高雄州潮州郡竹田庄，轄域內分為竹田、二崙、南勢、西勢、溝子墘、鳳山厝等6個大字。
二戰後，竹田庄改為「高雄縣潮州區竹田鄉」。1950年10月1日，改為「屏東縣竹田鄉」。
| 1900年   | 1900年   | 1900年                                                           | 1920年 | 1920年 | 現在   |
| 堡里     | 區       | 街庄社                                                           | 街庄   | 大字   | 鄉鎮   |
| -------- | -------- | ---------------------------------------------------------------- | ------ | ------ | ------ |
| 港西下里 | 二崙區   | 頓物庄、糴糴庄、崙仔庄、頓物潭庄、玉華庄                         | 竹田庄 | 竹田   | 竹田鄉 |
| 港西下里 | 二崙區   | 二崙庄、美崙庄、忠崙庄                                           | 竹田庄 | 二崙   | 竹田鄉 |
| 港西下里 | 二崙區   | 南勢庄、頭崙庄、履豐庄                                           | 竹田庄 | 南勢   | 竹田鄉 |
| 港西下里 | 新北勢區 | 西勢庄、過溝庄、楊屋角庄、五甲埔庄、藔下庄、頂頭厝庄、下竹頭角庄 | 竹田庄 | 西勢   | 竹田鄉 |
| 港西下里 | 鳳山厝區 | 六巷庄、橋頭庄、北勢仔庄、大湖仔庄、溝仔墘庄、貓圍庄             | 竹田庄 | 溝子墘 | 竹田鄉 |
| 港西下里 | 鳳山厝區 | 鳳山厝庄、六份庄、雙溪口庄、田藔庄、三塊厝庄、後廍庄             | 竹田庄 | 鳳山厝 | 竹田鄉 |

## 區、庄長
- 二崙區長
  - 林鞠臣：1910~1916年
  - 陳集榮：1917~1920年
- 鳳山厝區長
  - 李持：1911~1918年
  - 李補：1919~1920年
- 竹田庄長
  - 李才祉：1920~1936年（曾任萬巒公學校訓導）
  - 石丸米吉：1937~1940年（後任小港庄長）
  - 高橋鹿之助：1941~1945年（原任小港庄長）[10]

## 設施
- 竹田庄役場
- 竹田公學校→竹田國民學校（今竹田國小）
- 西勢公學校→西勢國民學校（今西勢國小）
- 竹田信用組合（今竹田鄉農會）
- 鐵道潮州線
  - 竹田驛
  - 西勢驛
- 名勝舊跡：六堆忠義亭